# Dorfkirche Teetz

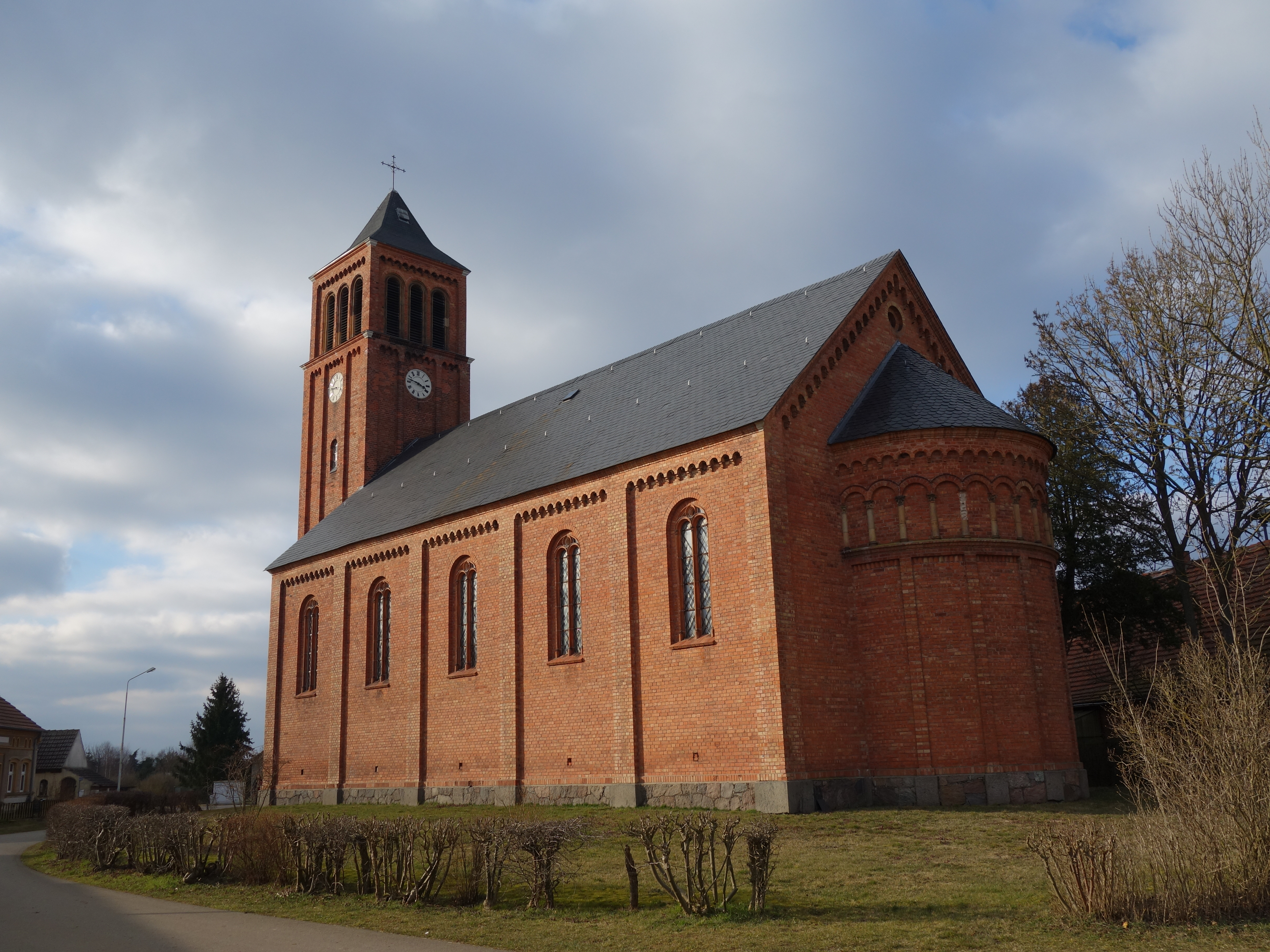
Dorfkirche Teetz

Die evangelische Dorfkirche Teetz ist eine neuromanische Saalkirche in Teetz, einem Ortsteil der Stadt Kyritz im Landkreis Ostprignitz-Ruppin im Land Brandenburg. Die Kirchengemeinde gehört zum Pfarrbereich Papenbruch im Kirchenkreis Wittstock-Ruppin der Evangelischen Kirche Berlin-Brandenburg-schlesische Oberlausitz. Der Entwurf orientiert sich an einer Normalkirche Schinkels.

## Lage
Die Dossestraße, die Wulkower Straße, die Ganzer Straße und die Fretzdorfer Straße laufen sternenförmig auf den historischen Dorfanger zu. Dort steht die Kirche auf einem leicht erhöhten Grundstück, das mit einer Hecke eingefriedet ist.

## Geschichte
Teetz wurde 1337 erstmals urkundlich erwähnt und erschien im Landbuch Karls IV. bereits mit zwei Pfarrhufen. Demzufolge dürfte es bereits eine Dorfkirche gegeben haben, die Mutterkirche war. Ab 1566/1570 war Teetz dem Pfarrer in Herzsprung zugeordnet und dort 1581 und 1950 Tochterkirche. Bereits 1574 wurde berichtet, dass „seit alters her keine Pfarrstätte vorhanden“ war. Der Pfarrer wurde daher von der Gemeinde „woher sie gewolt“ eingesetzt und entlohnt. Er erhielt anstelle des Zehnten im Jahr 1581 zwei Wispel Roggen und ein Wispel Hafer, außerdem den Flachszehnten. Der Küster erhielt von jeder Hufe 1⁄2 Viertel Roggen; die Kirche besaß fünf Stück Acker, vier Kohlhöfe sowie einen Acker, auf dem vier Scheffel ums 4./5. Jahr und 5 Scheffel Saat ums 3. Jahr ausgebracht wurden.
Im Jahr 1708 entstand ein Neubau, der jedoch wohl in der Mitte des 19. Jahrhunderts baufällig geworden war. Daher errichteten Handwerker im Jahr 1859 einen Neubau, der sich am Stil Friedrich August Stülers orientierte. Friedrich Hermann Lütkemüller begann im Folgejahr mit dem Einbau einer Orgel, die 1861 eingeweiht wurde. Im Jahr 1972 stürzte der Turmhelm ein, der anschließend durch ein niedrigeres Dach ersetzt wurde. In den Jahren 2011/2012 erfolgte eine Sanierung des Kirchturms. Bereits vor der Kirchweihe befand sich in Teetz ein mittelalterliches Altarretabel. Vermutlich durch einen Befall der darüberliegenden Decke mit Holzschädlingen wurde auch das Retabel beschädigt und daraufhin nach Königsberg gebracht. Als die dortige Kirche im Jahr 2014 renoviert wurde, kam das Retabel nach Ganz. Dort verschlechtere sich der Zustand, so dass der Altar im Sommer 2018 zunächst begast und anschließend in die Werkstatt der Restauratorin Daniela Baumberg nach Berlin gebracht wurde. Nach dem Abschluss der Restauration kam das Retabel in das Kloster Stift zum Heiligengrabe und soll nun wieder nach Teetz gelangen.

## Baubeschreibung

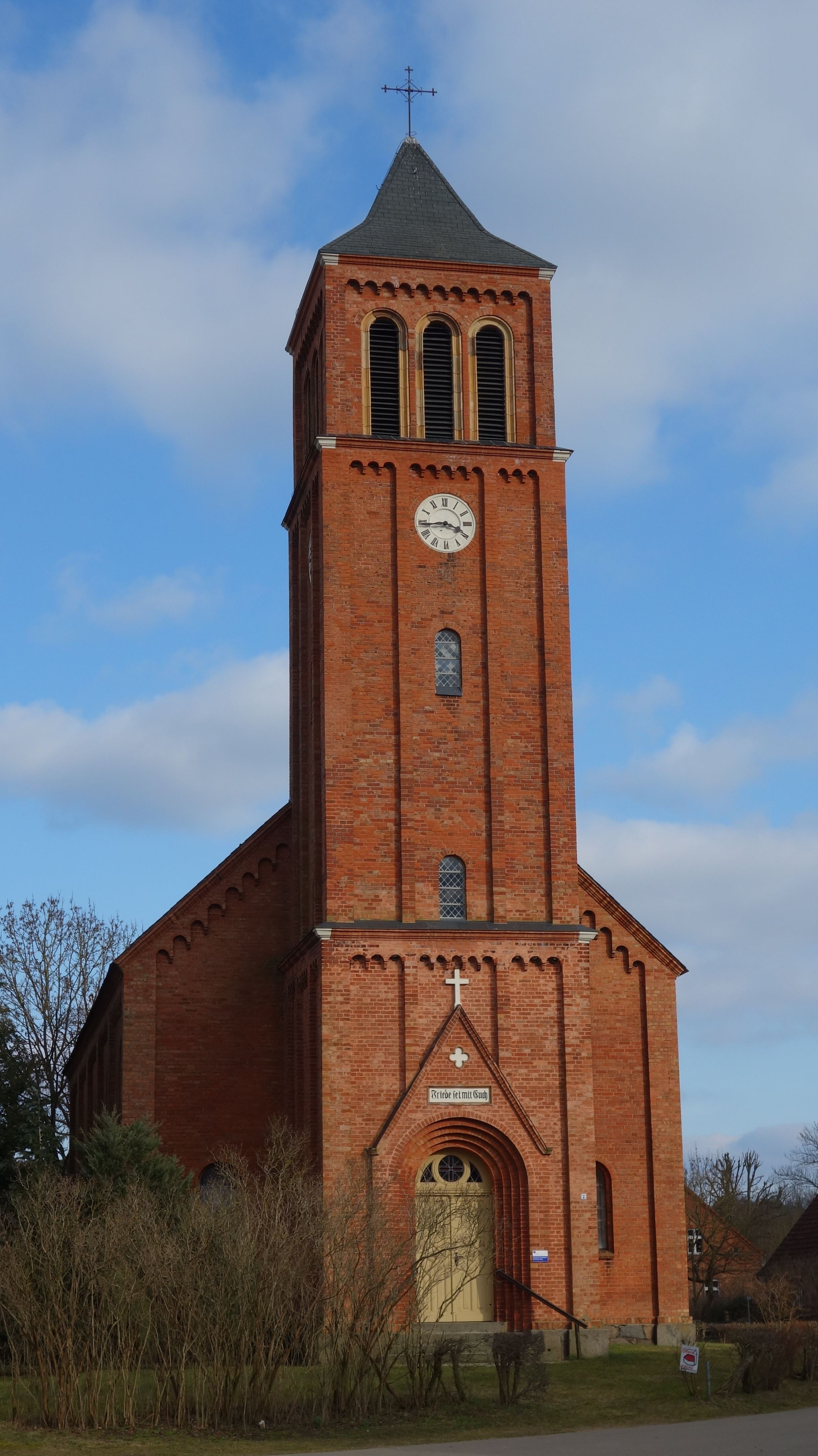
Westturm

Das Bauwerk entstand im Wesentlichen aus rötlichen Mauersteinen auf einem schmalen Sockel aus leicht behauenen und lagig geschichteten Feldsteinen. Die Apsis ist halbrund und eingezogen. Sie wird im unteren und mittleren Bereich durch Lisenen in sieben hochrechteckige Felder gegliedert. Oberhalb ist ein umlaufendes Gesims, gefolgt von gekuppelten Rundbögen und einem nach unten geöffneten Fries. Die Apsis trägt ein halbkreisförmiges Kegeldach.
Das Kirchenschiff hat einen rechteckigen Grundriss und ist klar gegliedert. Die Ostseite ist weitgehend fensterlos. Im Giebel ist eine kleine, kreisförmige Öffnung sowie am Übergang zum Dach ein nach unten geöffneter Rundbogenfries. An der Nord- und Südseite ergeben sich durch sechs weitere Lisenen fünf große Felder, in die jeweils eine rundbogenförmige Blende eingelassen wurde. Darin sind wiederum zwei gekuppelte Rundbogenfenster, die sich annähernd über die gesamte Höhe der Blende erstrecken. Oberhalb ist Terrakottamaßwerk. Am Übergang zur Dachtraufe ist ebenfalls ein nach unten geöffneter Rundbogenfries. An der Westseite sind im nördlichen und südlichen Bereich ebenfalls je ein, wenn auch deutlich kleineres Rundbogenfenster sowie im Giebel wiederum ein Rundbogenfries. Das Schiff trägt ein schlichtes Satteldach.
Der Kirchturm hat einen quadratischen Grundriss und ist gegenüber dem Schiff stark eingezogen. Eine kleine Treppe führt zu einem fünffach getreppten, rundbogenförmigen Portal, in das eine hochrechteckige Pforte eingelassen ist. Oberhalb ist ein Rundbogenfenster. Oberhalb der Tür ist die Inschrift „Friede sei mit Euch“ sowie ein Kreuz angebracht. Das Portal wird von einem giebelförmigen Fries umrahmt, der wiederum als Krönung ein Kreuz trägt. Dieser Zugang ist in ein durch Lisenen in drei Felder gegliedertes Erdgeschoss eingelassen, das wiederum von einem Rundbogenfries nach oben abgeschlossen wird. An der Nord- und Südseite sind ebenfalls drei Lisenen und mittig je ein weiteres Rundbogenfenster. Im mittleren Geschoss setzt sich die strenge Struktur fort: Im mittleren Feld sind übereinander angeordnet je zwei Rundbogenfenster, darüber eine Turmuhr. Auch dieses Geschoss wird durch einen Rundbogenfries vom Glockengeschoss abgetrennt. Dort befinden sich drei gekuppelte, rundbogenförmige Klangarkaden, ein weiterer Rundbogenfries sowie ein geknicktes Pyramidendach mit Kreuz.

## Ausstattung

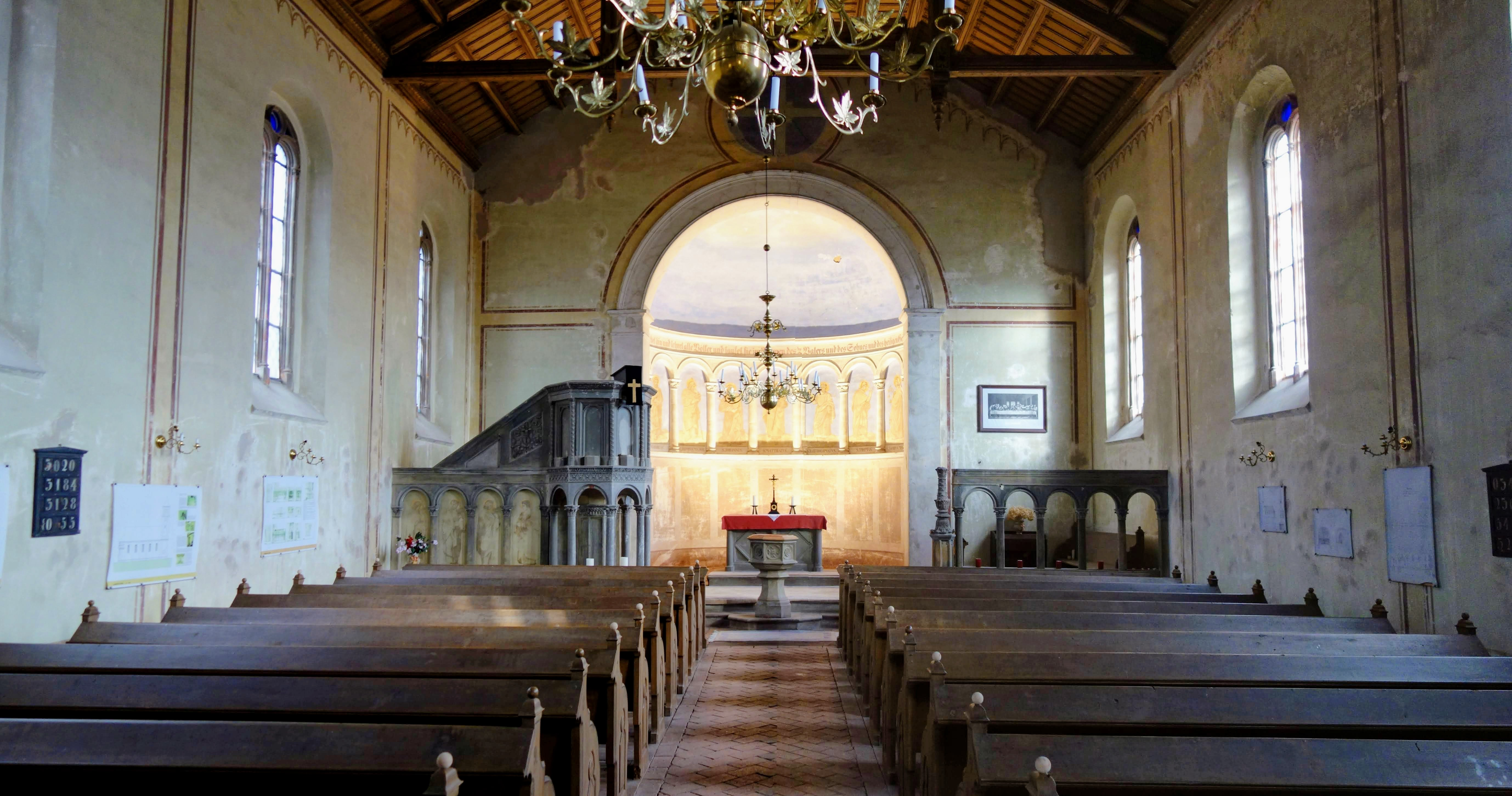
Innenraum (2016)

### Marienretabel
Das Dehio-Handbuch vermutet, dass das Retabel in der Zeit um 1520 entstanden ist. Als Maler kommt, so Lieselott Enders, vermutlich Erhard Altdorfer in Betracht, der mit der Cranach-Schule in Kontakt kam und seit 1512 am Hof Heinrich V. wirkte. Dafür spricht, dass Altdorfer aus dem süddeutschen Raum stammt und in der Predella die im norddeutschen Raum eher wenig gebräuchlichen Vierzehn Nothelfer abgebildet sind. Experten vermuten, dass das Retabel im Reformatorischen Bildersturm nach Teetz gekommen sein könnte.
Das Retabel besteht aus einem Dreiflügelschrein mit Flügeln, die in ihren Innenseiten jeweils zwei Figuren in zwei Registern übereinander zeigen. Es steht auf einer kastenförmigen Predella, in deren Front die bereits erwähnten Nothelfer als Kniestück abgebildet sind. Die Außenkanten sind geschwärzt, die Gehäusekanten auf der Vorderseite karmesinrot bemalt. Die Ikonografie ähnelt zwei weiteren Altären aus der Epoche, die im Bode-Museum in Berlin zu sehen sind. Im mittleren Schrein ist Maria zu sehen, die auf dem linken Arm das Jesuskind trägt und mit der rechten Hand den Aronstab als Ikonografisches Heiligenattribut ihrer Auserwähltheit trägt. In dem ansonsten geordneten Mantel ist eine Ohrenfalte als Zeichen für die Ohrenzeugung, die Zeugung Jesu durch das Wort Gottes, zu erkennen. Maria wird von zwei Engeln umrahmt, zwei weitere stehen auf dem Kapitell eines Pilasters, das die Figurengruppe einfasst. Links von Maria steht Nikolaus von Myra, rechts Anna selbdritt. In den Flügeln sind jeweils vier Heilige abgebildet. Auffällig ist dabei, dass Katharina von Alexandrien, Barbara von Nikomedien und die kindliche Maria jeweils mit einem Buch in der Hand abgebildet wurden. Experten vermuten, dass es sich dabei um eine Hervorhebung weiblicher Bildung als Akt weiblicher Emanzipation handeln könnte. Die äußeren Flügelseiten zeigen den Märtyrer Laurentius von Rom sowie eine weitere Person, die Johannes den Täufer darstellen könnte. Sie stehen vor einer Mauer, die auf einen Hortus conclusus hindeuten könnten, der nur von den bereits erwähnten Frauen betreten werden durfte. Die Rückseite ist mit pflanzlichen Motiven verziert.

### Weitere Kirchenausstattung
Auch die weitere Kirchenausstattung wird im Dehio-Handbuch als „aufwendige Originalausstattung“ bezeichnet, ist jedoch teilweise beschädigt. Die Apsis ist mit einer großfigurigen Darstellung der zwölf Apostel in einer zweizonigen Rundbogenarchitektur ausgemalt. Das Bauwerk trägt eine Schrägdecke mit Unterzügen.

### Orgel

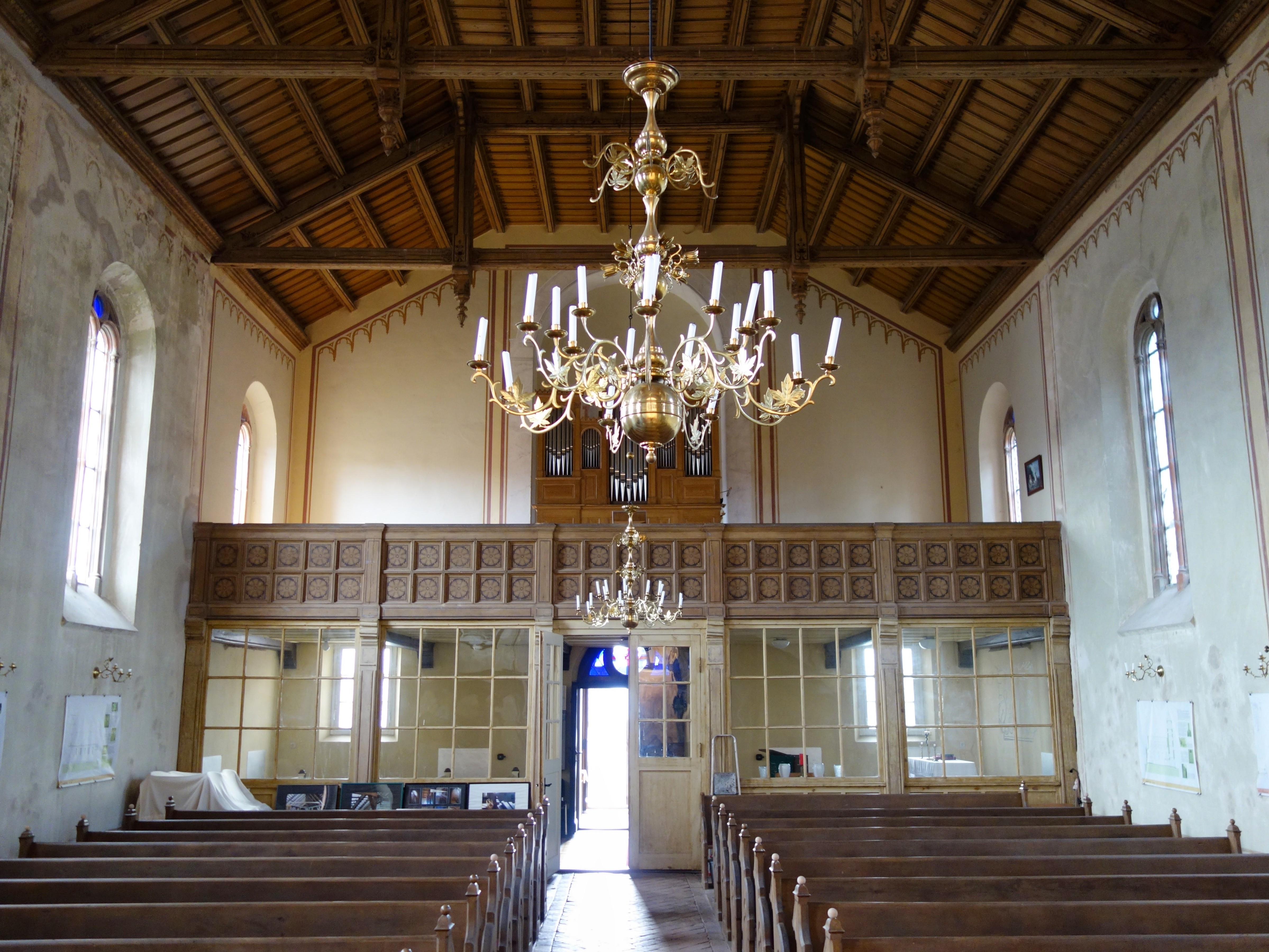
Blick zur Orgel

Die Orgel stammt von Friedrich Hermann Lütkemüller und wurde 1860/1861 errichtet. 1999 gelangte das Instrument in die Nikolaikirche nach Berlin und wurde dort 2003 von der Firma Alexander Schuke Orgelbau restauriert. Nachdem die Kirche als Stadtmuseum genutzt wurde, kam das Instrument 2010 als Dauerleihgabe der Stiftung Stadtmuseum Berlin wieder nach Teetz. Das Instrument verfügt über neun Register, die sich auf ein Manual und Pedal verteilen.
Die Disposition lautet wie folgt:
| I Manual C–d3 |            |       |
| 1.            | Prinzipal  | 8′    |
| 2.            | Salicional | 8′    |
| 3.            | Gedackt    | 8′    |
| 4.            | Prästant   | 4′    |
| 5.            | Flöte      | 4′    |
| 6.            | Nasard     | 2 ⁄3′ |
| 7.            | Oktav      | 2′    |

| Pedal C–d1 |           |     |
| 8.         | Subbaß    | 16′ |
| 9.         | Bassflöte | 8′  |

- Koppel: I/P